# Pororari River
Der Pororari River (früher: Porarari) ist ein Fluss in der West Coast Region der Südinsel von Neuseeland. Er fließt von seinen Quellen in der Paparoa Range nach Nordwesten und erreicht die Tasmansee bei Punakaiki in der Pororari Lagoon. Cave Creek (Kotihotiho) ist ein rechter Zufluss. Entlang des Flusses kann man wandern (tramp). Es gibt zwei verschiedene mehrstündige Touren. Weiter flussaufwärts folgt der Paparoa Track dem Pororari River, ein Wanderweg für mehrtägige Wandertouren.

## Name
Als die Karten für die Region aktualisiert wurden, wurde der Beamte des Buller County (-1989) nach der korrekten Schreibweise des Flusses gefragt. Sein Rat war, dass „Pororari“ die korrekte Schreibweise sei, da „Porarari“ manchmal fälschlicherweise verwendet worden sei. Der Name des Flusses in Māori besteht aus den Teilen „poro“ (was „abgebrochen“ bedeutet) und „rari“ (was „Aufruhr“ bedeutet). Diese Bezeichnung beschreibt den Oberlauf, der sehr steil ist.

## Verlauf
Der Pororari hat seine Quelle in der Paparoa Range, auf deren Westseite in der Nähe von Mount Pecksniff. Einige Zuflüsse kommen aus dem nahegelegenen Hügel White Knight.
Der Unterlauf des Pororari verläuft durch die Pororari River Gorge, eine Kalkstein-Schlucht die vom Department of Conservation (DOC) als „spectacular“ (spektakulär) beschrieben wird. Dieser Teil des Flusses ist geprägt von großen Felsen und tiefen Pools, mit einer Vegetation, die von subtropischem zu temperiertem Klima mübergeht.
Der einzige namhafte Zufluss ist der Kotihotiho (Cave Creek), welcher von rechts dem Pororari zufließt.
Der Pororari fließt in die Pororari Lagoon, wo er mit dem Bullock Creek zusammenfließt, bevor sich das Wasser in die Tasmansee ergießt.

## Wanderwege
Der Pororari River Track beginnt am Paparoa National Park Visitor Centre. Er führt 1 km entlang des State Highway 6 (SH6) und folgt dann dem Pororari auf dessen linker Seite durch die Schlucht. Oberhalb der Schlucht endet der Weg und trifft auf den Inland Pack Track, welcher den Pororari ebenfalls begleitet. Der Pororari River Track kann zusammen mit dem Inland Pack Track als Rundwanderweg gemacht werden, wenn man dem Inland Pack Track nach Süden folgt und über die Waikori Road und den Punakaiki River zurückkehrt. Dieser Weg ist ca. 11 km lang.
Ein anderer Rundwanderweg kann gemacht werden, wenn man dem Inland Pack Track nach Norden folgt und an der Küste über die Bullock Creek Road zurückkehrt, welche dem Bullock Creek folgt. Das Ende dieses Weges folgt wieder der SH6. Dieser Weg ist ca. 15 km lang.
Am Pororari River entlang führt auch der Paparoa Track, einer der New Zealand Great Walks. Der Paparoa Track wurde gebaut im Andenken an das Pike River Mine disaster 2010. Wanderer erreichen den Pororari River am dritten Tag und steigen mit dem Weg ab zur Küste. An der Kreuzung zum Inland Pack Track folgen Wanderer dem Pororari River Track während Mountainbiker der Waikori Road folgen; Mountainbike Fahren auf dem Pororari River Track ist nicht erlaubt.

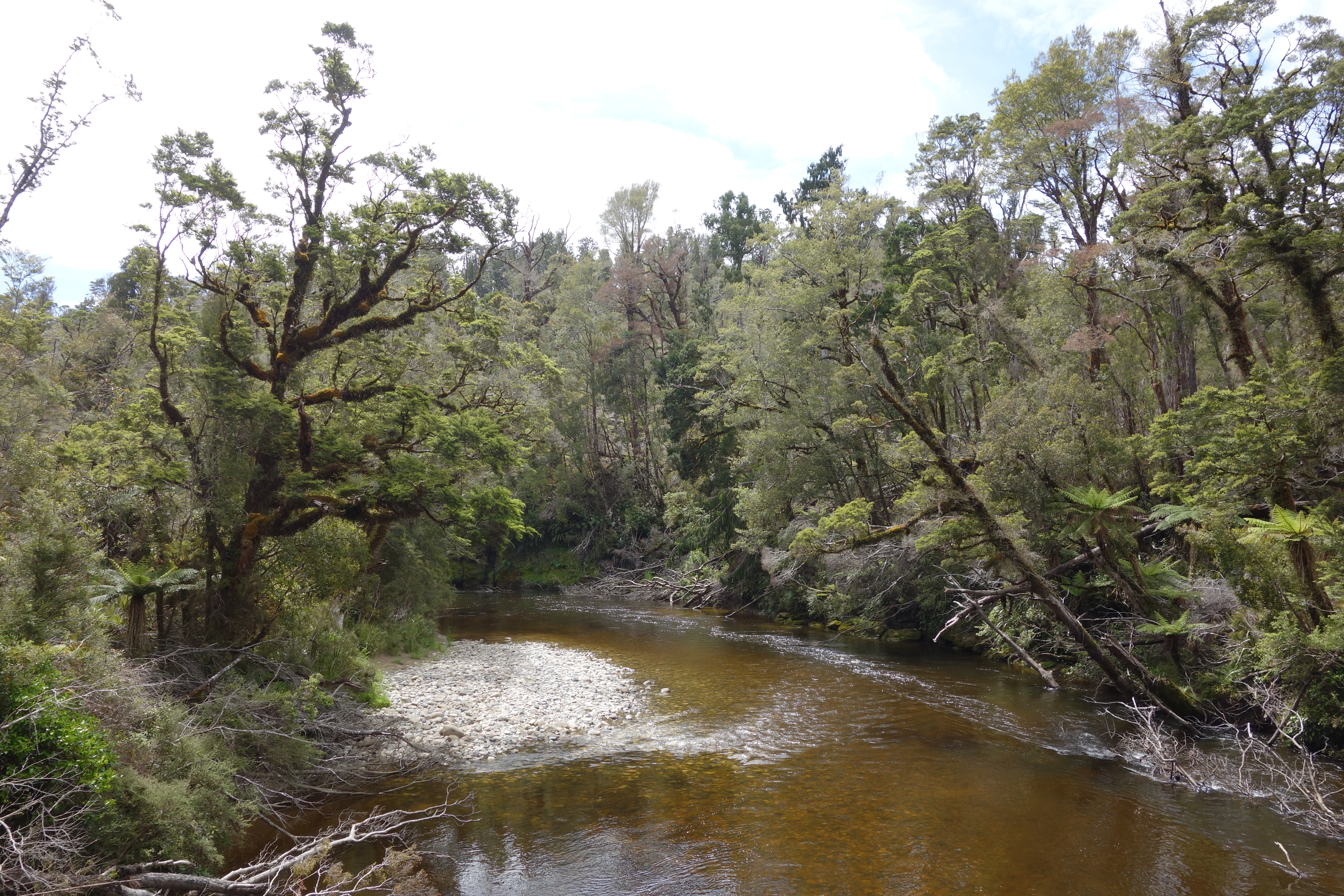
Pororari River oberhalb der Schlucht
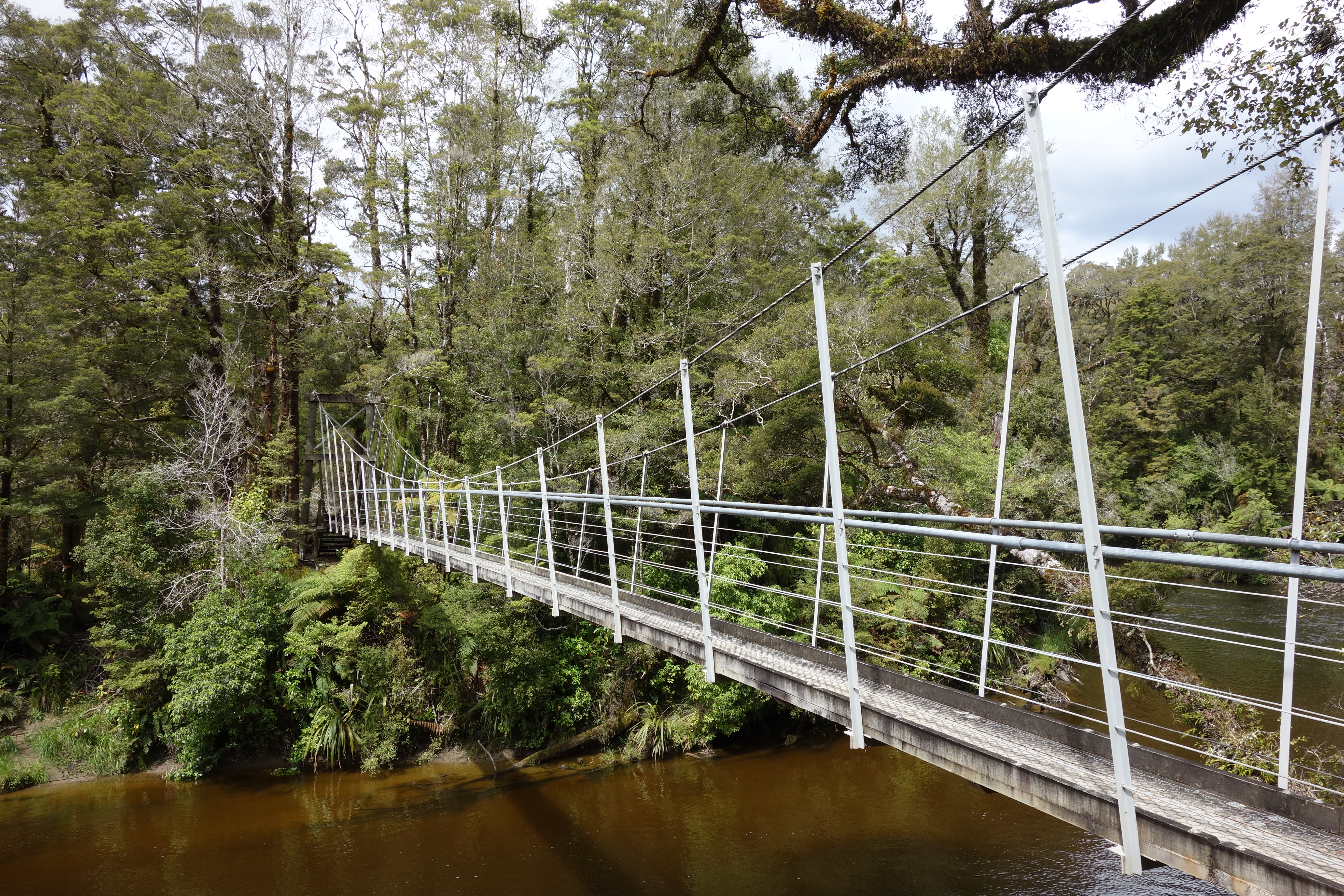
Suspension Bridge am Inland Pack Track
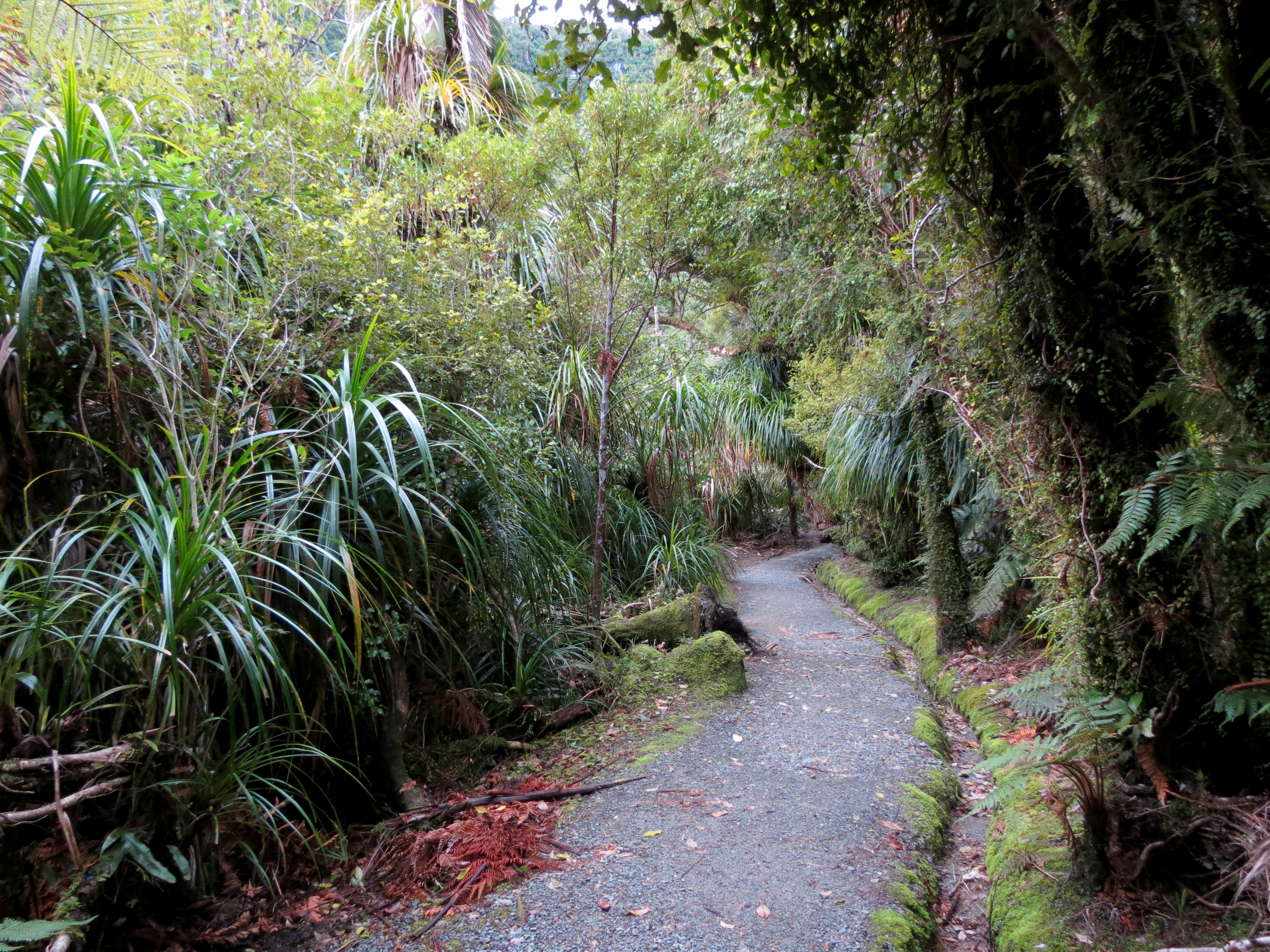
Pororari River Track
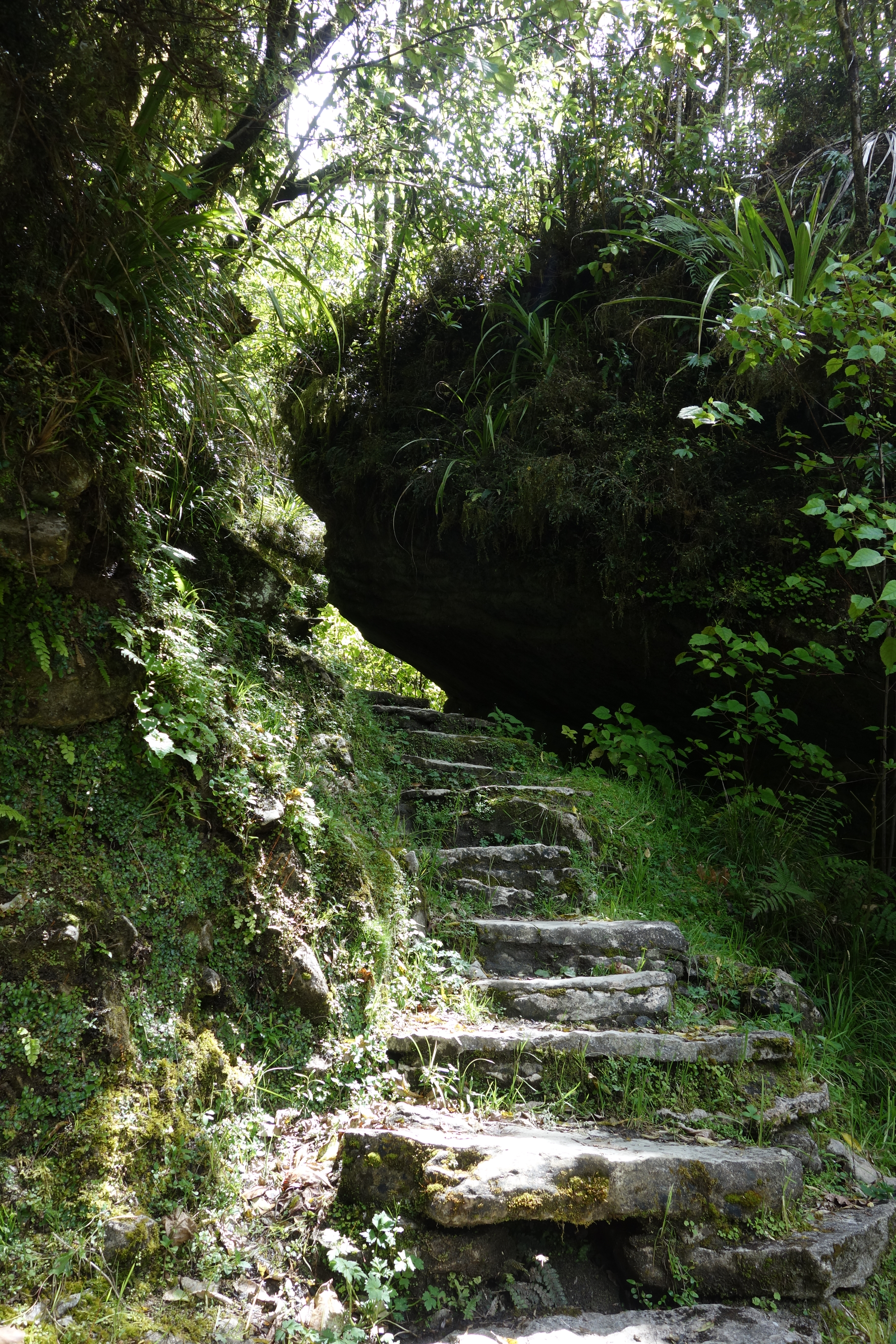
Stufen im Pororari River Track
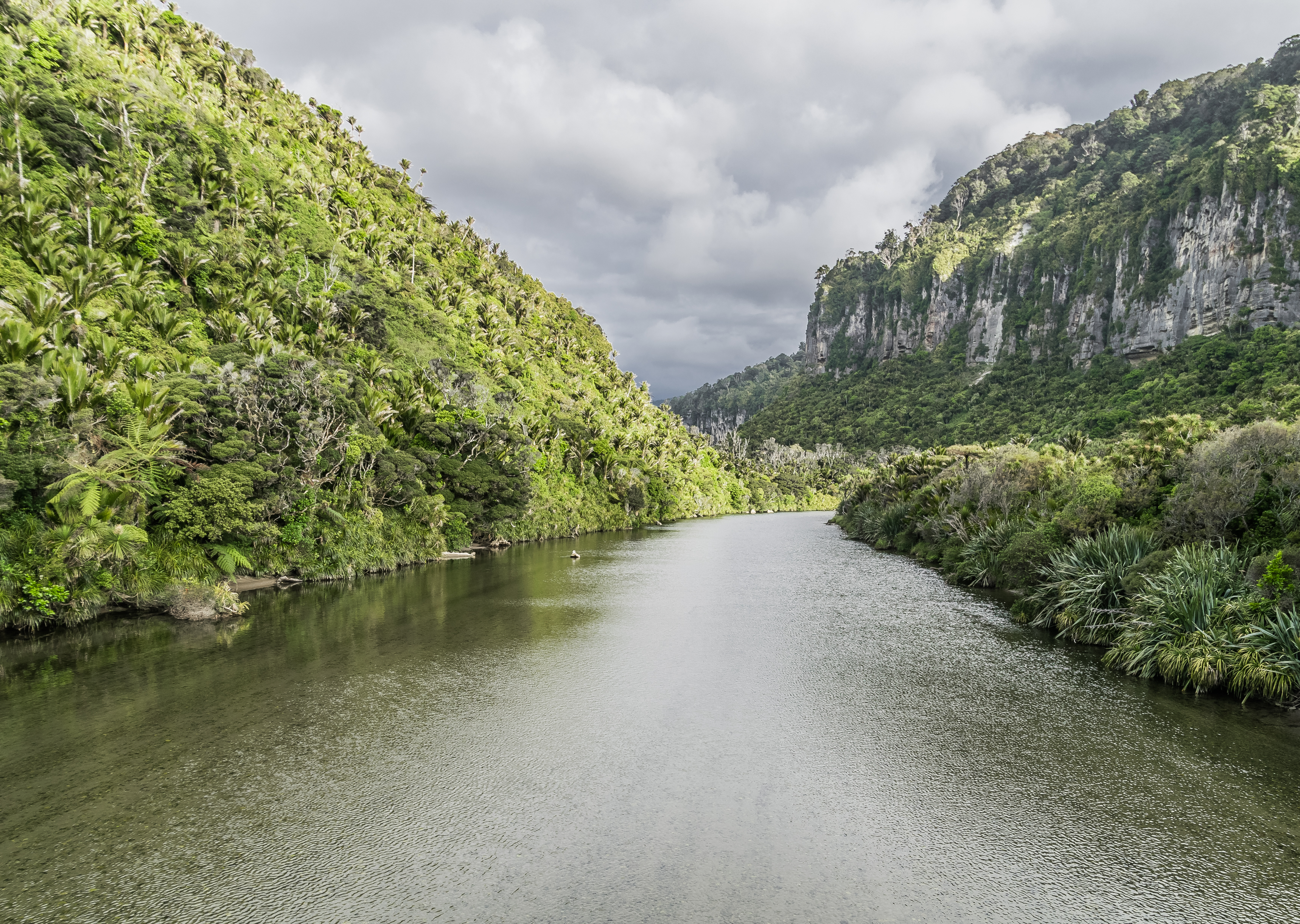
Pororari Gorge
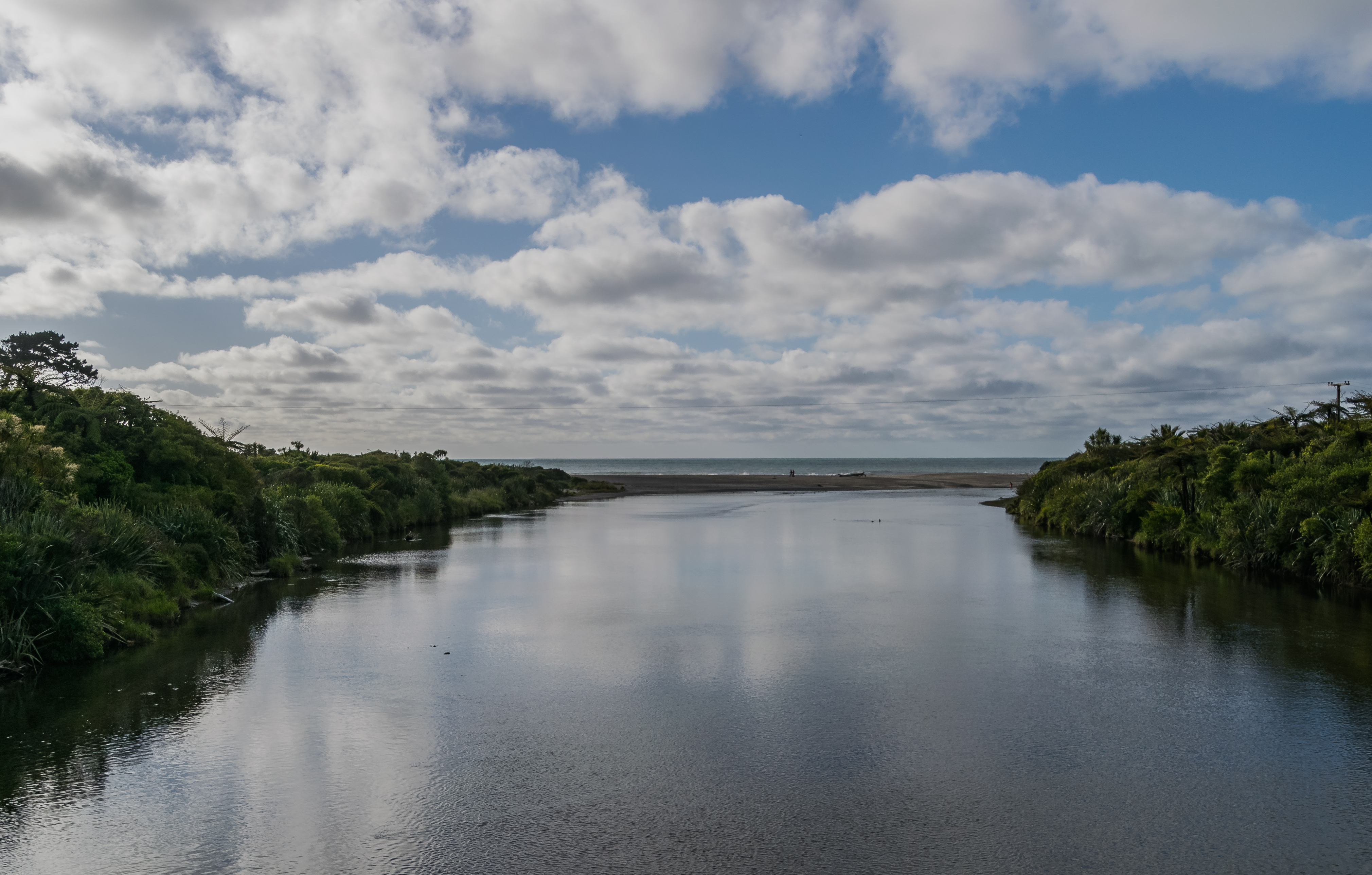
Pororari River von der SH6, mit der Tasmansee im Hintergrund
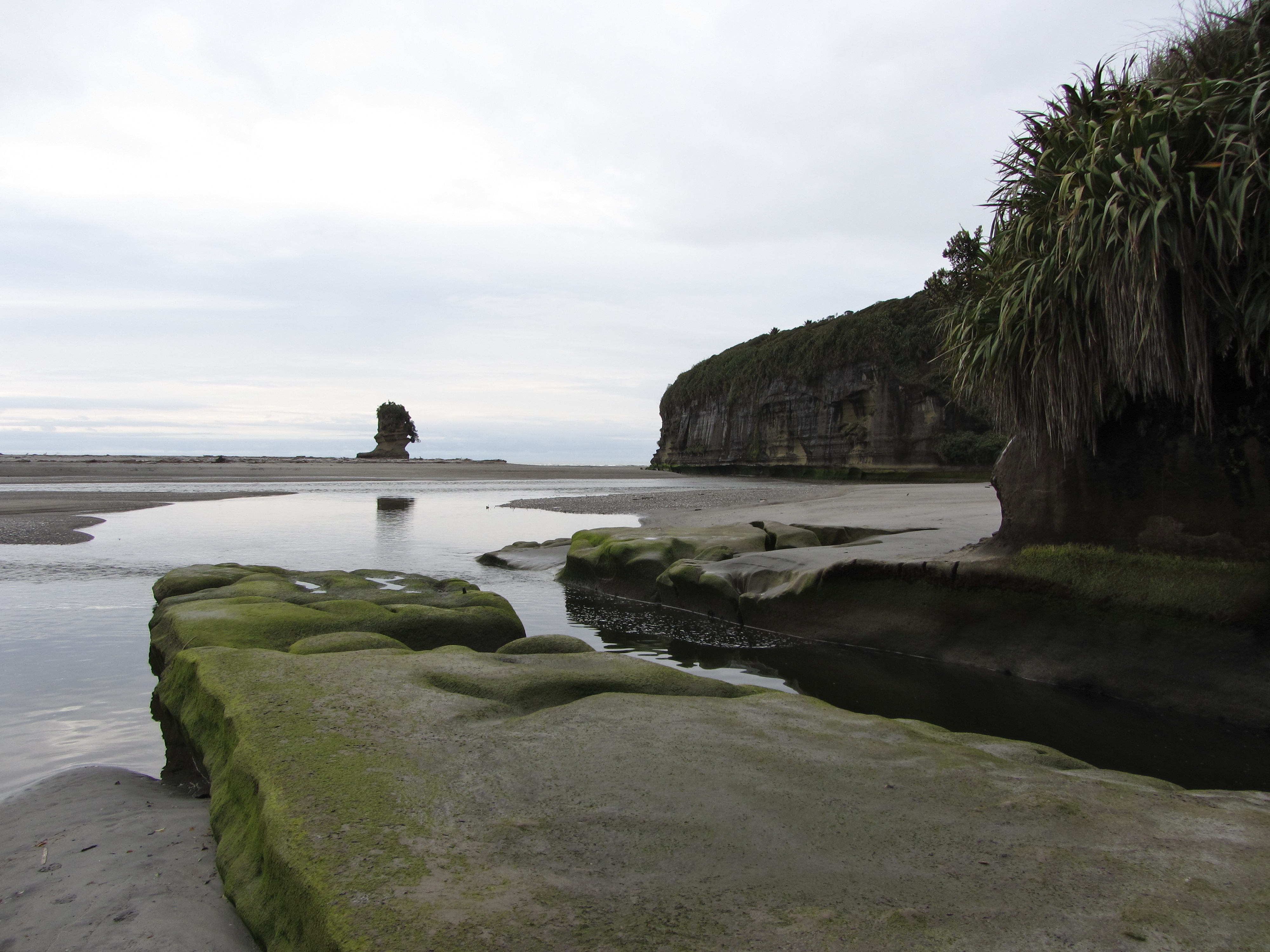
Pororari Lagoon